# Een buitengewoon gesprek
Een buitengewoon gesprek, de Nederlandse versie van het van origine Franse televisieprogramma Les Rencontres du Papotin, is een televisieshow waarin een bekend persoon geïnterviewd wordt door niet-professionele journalisten met een autistische stoornis.  

## Nederlandse opzet
De Nederlandse versie wordt geproduceerd door de EO. In het programma stellen 32 journalisten met een autismespectrumstoornis vragen aan bekende Nederlanders. De eerste aflevering, met cabaretier Youp van 't Hek als geïnterviewde, werd uitgezonden op 12 januari 2025 om 20:25 op NPO1. De NRC sprak in een recensie van "verrassende, bijzondere televisie".

## Oorspronkelijk format
In Frankrijk bestond sinds 1990 reeds Le Papotin, een krant die gevuld werd met interviews, verhalen en gedichten en andere teksten, geschreven door niet-professionele journalisten met een vorm van autisme. Het idee om het concept van deze krant naar de televisie te brengen, kwam van de regisseurs Olivier Nakache en Eric Toledano, die eerder verantwoordelijk waren voor Intouchables, een film over een onwaarschijnlijke vriendschap tussen een verlamde miljonair en een werkschuwe immigrant. Ze bedachten een televisieprogramma waarin journalisten van Le Papotin mediapersoonlijkheden konden ontmoeten om hen te interviewden. 
De eerste aflevering verscheen op 3 september 2022 op de Franse televisiezender France 2. In elke aflevering staat een bekende mediapersoonlijkheid centraal. Onder de geïnterviewden bevonden zich onder meer de Franse president Emmanuel Macron, acteur Dany Boon en rugbyspeler Antoine Dupont. De uitzending met president Macron bezorgde de zender France 2 in 2023 een kijkcijferrecord.

## Internationale versies
De oorspronkelijke Franse versie werd internationaal verkocht onder de titel The A Talk, en vond in Europa verschillende navolgers. In 2023 verschenen er versies in Denemarken, Spanje en Polen, respectievelijk onder de titels En Særlig Samtale, 100% Unicos en Autentyczni. In 2024 brachten het Verenigd Koninkrijk (als The Assembly) en Zweden (Frågan är fri) een eigen versie op de buis, en op 12 januari 2025 volgde de eerste aflevering in Nederland.